# Касьянов Сергій Олексійович
Сергі́й Олексі́йович Касья́нов (8 жовтня 1995-15 січня 2015) — солдат, Збройні сили України, учасник російсько-української війни. Один із «кіборгів».

## Короткий життєпис
Народився 8 жовтня 1995 року в місті Нікополь Дніпропетровської області. У 2010 році закінчив 9 класів загальноосвітньої школи, у 2013 році — Нікопольський професійний ліцей за спеціальністю «Маляр, штукатур. Лицювальник-плиточник».
З жовтня 2013 року на контрактній службі в 93-й бригаді, згодом — розвідник, 74-й окремий розвідувальний батальйон. У зоні бойових дій з серпня 2014-го, доброволець.
15 січня 2015-го загинув внаслідок тяжкого поранення під час ранішнього бою — масована атака російських збройних формувань на аеропорт Донецька.
Вдома лишилися мама, хворий батько, сестра-близнючка, троє братів. Один з братів служить у 93-й бригаді.
Похований в Нікополі.

## Нагороди та вшанування
- Указом Президента України № 311/2015 від 4 червня 2015 року, «за особисту мужність і високий професіоналізм, виявлені у захисті державного суверенітету та територіальної цілісності України, вірність військовій присязі», нагороджений орденом «За мужність» III ступеня (посмертно)[1].
- Нагороджений нагрудним знаком «За оборону Донецького аеропорту» (посмертно).
- Нагороджений відзнакою Президента України «За участь в антитерористичній операції» (посмертно).
- У червні 2015 року на фасаді Нікопольської загальноосвітньої школи № 17 (вулиця Довгалівська, 244), де навчався Сергій, йому було відкрито меморіальну дошку[2].
- У квітні 2016 року на фасаді Нікопольського професійного ліцею (проспект Трубників, 16), де навчався Сергій, йому було відкрито меморіальну дошку.
- Вшановується в меморіальному комплексі «Зала пам'яті», в щоденному ранковому церемоніалі 15 січня[3][4].